# 地長蝽科
地長蝽科（學名：Rhyparochromidae），又稱地長椿象科，是半翅目長蝽總科下的一個科，由兩個亞科、368 個屬、超過1,800個物種組成。
本科物種體型皆為細小，還包含數個拟蚁种类。本科物種一般為棕色、或有斑駁花紋。

## 分類
除Plinthisinae亞科只包含一個屬，餘下接近四百個屬均為地長蝽亞科成員，分屬於11個族，另外一個屬亞科地位未定，茲詳列如下：
- Antillocorini族 Ashlock, 1964
- Cleradini族
- Drymini族 Stål, 1872
- Gonianotini族 Stål, 1872
- Lethaeini族 Stål, 1872
- Megalonotini族 Slater, 1957
- Myodochini族 Boitard, 1827
- Ozophorini族 Sweet, 1964
- 地長蝽族 Rhyparochromini Amyot and Serville, 1843
- Stygnocorini族 Gulde, 1936
- Udeocorini族 Sweet, 1967
- 地位未定
  - Brentiscerus Scudder, 1962